# Monica la mitraille (comédie musicale)
Pour les articles homonymes, voir Monica la mitraille.
Monica la mitraille est une comédie musicale de Michel Conte créée en 1968 et fondée sur des faits vécus, ce qui lui vaut, ainsi qu’à l’artiste tenant le rôle-titre, des démêlés avec la famille de la criminelle décédée qui se résolvent par un intéressement de la parenté dans les fruits du spectacle.

## Trame
L’œuvre raconte de manière romancée la vie mouvementée de Monica Proietti, dite « Monica la mitraille », une criminelle notoire braqueuse de banques qui sévit à Montréal à la fin des années cinquante et durant les années soixante et culmine sur sa fin tragique en 1967, année de l’Exposition universelle de Montréal, à la suite du braquage réussi d’une banque qui sera son dernier. Elle est tragiquement abattue par balles après une poursuite policière effrénée en voiture dans les rues de la ville.

## Écriture, direction d’orchestre et production
- Livret de Robert Gauthier et Michel Conte
- Dialogues de Robert Gauthier
- Musique de Michel Conte
- Arrangements et direction d’orchestre de Léon Bernier
- Production de Samuel Gesser

## Distribution
| Distribution de Monica la mitraille |                       |
| Monica                              | Denyse Filiatrault    |
| James                               | Philippe Arnaud       |
| Thérèse                             | Andrée Boucher        |
| Rosaire                             | Gilbert Chénier       |
| Laurent                             | Jean Perraud          |
| Tony                                | Yvon Thiboutot        |
| Stie                                | Jean-Louis Millette   |
| La mère                             | Juliette Pétrie       |
| Bouboule                            | Michel Boudot         |
| Danseuse/cliente                    | Barbara Boudot        |
| Une caissière                       | Véronique Le Flaguais |
| Ti-Cul                              | Michel Martin         |
| Tutut                               | Normand Morin         |
| Policier/client                     | Gilles Renaud         |
| Policier/client                     | Paul Renaud           |

## Titres
Suivent les titres de la comédie musicale Monica la mitraille et leur description ou le nom de leurs interprètes, selon le cas. Le chœur demeure anonyme sauf peut-être pour le nom de Monique Lacasse, qui apparaît au dernier numéro Monica est morte mais qui ne figure pas dans la distribution, selon la source consultée.
- Ouverture, orchestre
- Chanson pour la Mama, en chœur
- Enfin, t’es là, duo de Denyse Filiatrault dans le rôle-titre de « Monica » et Philippe Arnaud dans celui de « James »
- Mais qu’est-ce qu’on a ?, les choristes
- L’amitié, interprétée par Andrée Boucher (Thérèse)
- Monica la mitraille, Denyse Filiatrault soutenue par un chœur de voix
- T’es là, prends-moi, Denyse Filiatrault et Jean Perraud dans le rôle de Laurent
- « Le kik », Yvon Thiboutot dans le rôle de Tony
- Je les ai tous, Denyse Filiatrault
- Fret, net, sec, Gilbert Chénier personnifiant Rosaire
- Monica, un solo de Jean Perraud
- Mort de Monica, le chœur
- Monica est morte, Monique Lacasse et la chorale